# Warren Cuccurullo
Warren Cuccurullo (né le 8 décembre 1956 à Brooklyn) est un guitariste et chanteur américain.
Son héritage italo-américain prend ses racines à Nocera Inferiore en Campanie. Il joue de la guitare rythmique chez Frank Zappa, de février 1979 à 1981 (on peut l'entendre notamment dans les albums Joe's Garage et Tinsel Town Rebellion). Puis il fonde avec Terry Bozzio (batterie), Dale Bozzio (chant) et Patrick O'Hearn (basse) le groupe Missing Persons, qui publie trois albums studio et un album en public de 1981 à 1986. Il a également fait partie du projet TV Mania avec Nick Rhodes de Duran Duran, groupe dans lequel Warren a joué de 1986 à 2001.

## Discographie

### Avec Frank Zappa
- 1979 : Joe's Garage
- 1981 : Shut Up 'n Play Yer Guitar
- 1983 : Baby Snakes
- 1981 : Tinsel Town Rebellion
- 1988 : Guitar
- 1988 : You Can't Do That On Stage Anymore volume 1
- 1991 : You Can't Do That On Stage Anymore volume 4
- 1991 : Any Way The Wind Blows
- 1992 : You Can't Do That On Stage Anymore volume 6
- 1997 : Have I Offended Someone?
- 2006 : Trance-Fusion
- 2008 : One Shot Deal

### AvecMissing Persons

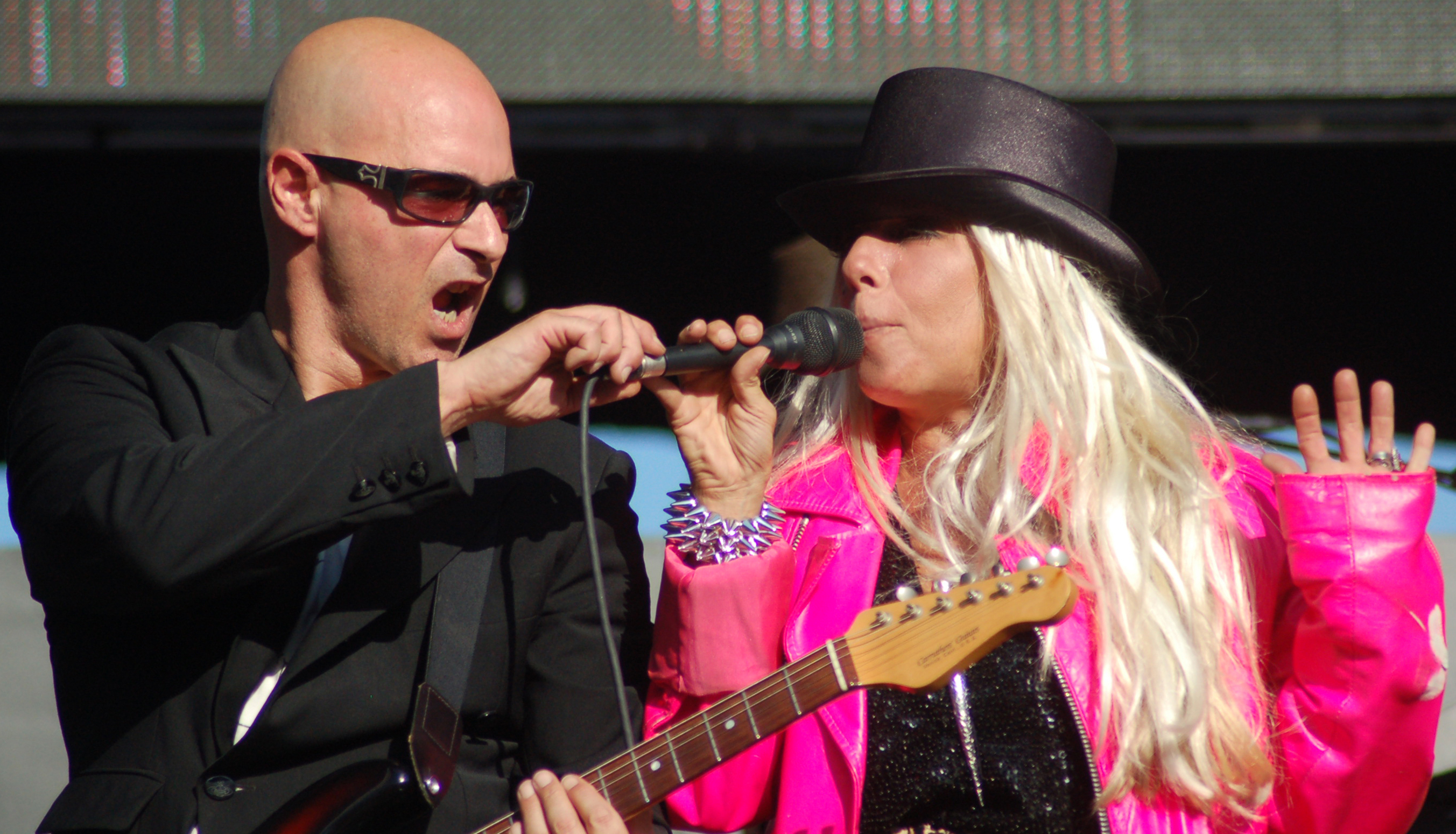
Warren Cuccurullo et Dale Bozzio en concert en 2009

- 1982 : Spring Session M
- 1984 : Rhyme & Reason
- 1986 : Color in Your Life
- 1988 : Walking in L.A.
- 1998 : Late Nights Early Days

### AvecDuran Duran
- 1986 : Notorious
- 1988 : Big Thing
- 1990 : Liberty
- 1993 : Duran Duran (surnommé The Wedding Album)
- 1995 : Thank You
- 1997 : Medazzaland
- 1999 : Greatest
- 2000 : Pop Trash

### Avec TV Mania
- 2013 : Bored With Prozac and The Internet?

### En solo
- 1995 : Thanks to Frank
- 1997 : Machine Language
- 1998 : Roadrage
- 2000 : The Blue
- 2003 : Trance Formed
- 2009 : Playing in Tongues